# Будапештський університет
Будапе́штський університе́т імені Лоранда Етвеша (угор. Eötvös Loránd Tudományegyetem (ELTE), лат. Universitas Budapestinensis de Rolando Eötvös nominata) — найстаріший і найбільший вищий навчальний заклад Угорщини, заснований у 1635 році.

## Історія
Був заснований в 1635 році у Трнаві архієпископом Петером Пазмань. Провідну роль в навчанні відігравали єзуїти. На той час університет мав лише два факультети — мистецтв та теології. Пізніше були створені факультети права (у 1667) та медицини (в 1769). Після розпуску ордену єзуїтів університет переїхав у 1777 до Буди. В 1784 році університет переїхав на своє теперішнє місце в Пешт.
До 1844 року, коли угорська була визнана офіційною мовою, навчання провадилося виключно латиною. З 1895 року університет почав приймати на навчання жінок.
До 1921 року університет називався Будапештським, потім був перейменований на університет Петера Пазмані. В 1950 році на честь фізика Лоранда Етвеша університет отримав свою сучасну назву.

## Сучасність
Зараз університет має 8 факультетів. В ньому навчається понад 30 тисяч студентів.

### Факультети
- Права
- Факультет спеціальної освіти Барчі Густава
- Гуманітарний
- Інформатики
- Педагогіки і психології
- Підготовчий факультет для вчителів шкіл та медичних училищ
- Соціальних наук
- Науковий

До складу університету входить бібліотека.

## Відомі викладачі
- Балецький Еміль Дмитрович
- Віра Шош
- Александру Слетіняну

## Відомі випускники
- Бабич Міхай — угорський письменник і перекладач
- Борош Адам — угорський ботанік та бріолог
- Ласло Голлош — угорський ботанік та міколог
- Грабар Олександр Олександрович — український орнітолог
- Деже Ласло — угорський мовознавець
- Маргіттай Антоній — карпатський флорист
- Кальман Міксат — угорський письменник
- Кошут Лайош — угорський державний діяч
- Альберт Сент-Дьйорді — угорський біохімік, лауреат Нобелівської премії
- Ева Тардош — угорсько-американська математикиня